# قریه ادوان
ادوان یکی از قریه های زیبای اولسوالی گذره هرات است در جنوب باختری افغانستان است. جمعیت آن در سال ۲۰۲۳ میلادی   ۱.۵۰۰ نفر اعلام شده‌است. ۹۰ درصد باشندگان این قریه فارسی‌زبانان هستند . مردم این منطقه در مبارزه علیه روس‌ها و اشغال آمریکا نقش داشتند.
قریه ادوان روی نقشه 

محصولات کشاورزی این قریه  شامل انواع و اقسام حبوبات و غله‌جات، میوه‌جات تازه مثل انگور، سیب، انار، شفتالو، زردآلو و غیره می‌باشد..

## تیم فوتبال این قریه
ساحل هریرود یک تیم فوتبال در گذره هرات است که در لیگ برتر این اولسوالی به رقابت می‌پردازد. این تیم در سپتامبر ۲۰۱۵ با تشکیل لیگ برتر تأسیس شد و بازیکنانش از طریق تشکیلاتی موسوم به میدان سبز گزینش شدند. تیم ساحل هریرود منطقهٔ جنوب هرات